# 足球之夜
《足球之夜》是中國中央電視臺的知名体育節目之一，開播于1996年4月4日，當時央視體育頻道（CCTV-5）剛剛開播不久。《足球之夜》被認為是在1996年至2000年之間中國大陸地區最成功的電視節目之一，由幾個喜歡足球、爲足球而癡狂的年輕人創辦，分別是被稱爲“人民大學雙星”的張斌和劉建宏，以及黃健翔和韓乔生等人。節目總監製是當時的央視體育部主任馬國力。但在2000年後，《足球之夜》被分割，國際部分由于歐洲賽制的關係而改由每周一播出的《天下足球》節目所代替，这導致了《足球之夜》收視率和影響力持續下降，甚至在较长的一段时期内，《足球之夜》成为不定期播出的节目，通常在每轮中超赛事结束后或者中超及中国国家队重要比赛当晚播出。2025年起，《足球之夜》重新固定于每周四晚间播出。

## 節目組成部分
《足球之夜》成功的主要原因被認為是年輕的創辦人爲整個節目注入了新鮮的信息和活力，另一個原因则是當時的中國國內足球聯賽也非常火爆。整個節目大致被分割成上半時（國內足球部分）、下半時（國外足球部分）和中場休息（球場花絮）三個部分。其中，上半时的甲A聯賽部分由韓乔生和張斌主持，甲B部分由劉建宏主持；而下半時則由更瞭解歐洲足球的黃健翔主持。另外，孫正平也因為一些原因客串過主持数次。劉建宏亦因爲主持《足球之夜》，在當年有綽號叫做“劉甲B”。

## 外部連結
- 足球之夜官方網頁 （页面存档备份，存于）